# Martín Dedyn
Martín Dedyn (Buenos Aires, 18 giugno 1988) è un ex calciatore argentino, di ruolo centrocampista.

## Carriera

### Club
Il 15 gennaio 2016 viene acquistato a titolo definitivo dalla squadra albanese del Tërbuni Pukë.